# Amsterdams Ballon Gezelschap
Het Amsterdams Ballon Gezelschap (ABG) is een in 1972 opgericht genootschap dat eens per jaar in december het Ballonnenfeest organiseert in Paradiso. 

## Geschiedenis
Het Amsterdams Ballongezelschap is een artistieke groepering van wisselende samenstelling, gevestigd in en om het dorpje Ruigoord. In 1974 verwierf het gezelschap de Magic Bus (later Luchtbus), toen al een old-timer, waarmee men zich verplaatste teneinde op verschillende plaatsen in Europa, Afrika en Azië voorstellingen te geven waarbij publieksparticipatie een belangrijke rol speelde.
Het Amsterdams Ballongezelschap is nog steeds actief en geeft jaarlijks enige voorstellingen in binnen- en buitenland. Min of meer vaste medewerkers zijn of waren Hans Plomp (1944-2024), Rudolph Stokvis (1935-2023) en Aja Waalwijk (1952).